# Disa scutellifera
Disa scutellifera är en orkidéart som beskrevs av Achille Richard. Disa scutellifera ingår i släktet Disa och familjen orkidéer. Inga underarter finns listade i Catalogue of Life.